# Brygida od Jezusa
Brygida od Jezusa (ur. 17 czerwca 1610 w San Michele di Pagana, zm. 3 września 1679) – założycielka Zgromadzenia Sióstr Urszulanek od Maryi Niepokalanej, włoska Błogosławiona Kościoła katolickiego.

## Życiorys
Jej rodzicami byli Nicolo Morello i Lavinia Borzese. Urodziła się jako szóste z ich jedenaściorga dzieci. Gdy miała 12 lat, jej ciężko chora matka powierzyła jej opiekę nad rodzeństwem. W 1633 wyszła za mąż za Matteo Zancariego, jednak wkrótce jej mąż zmarł na tyfus. Nie mieli razem dzieci. Wtedy Brygida złożyła śluby czystości i przyjęła imię Brygida od Jezusa. Pomagała biednym, pracowała przy kościele parafialnym, uczyła dzieci katechizmu. Chciała wstąpić do klasztoru kapucynek, jednak nie przyjęto jej, gdyż była wdową, a nie panną. 17 lutego 1649 r. otworzyła w Piacenza pierwszy dom nowego zgromadzenia sióstr urszulanek, których celem miało być wychowanie dziewcząt z zamożnych rodzin. Brygida odmówiła przyjęcia funkcji przełożonej domu. Pomimo słabego zdrowia praktykowała pokutę i umartwienia. Zmarła w opinii świętości.
Została beatyfikowana przez papieża Jana Pawła II 15 marca 1998.